# 中村吉三郎 (法学者)
中村 吉三郎（なかむら きちさぶろう、1913年4月11日 - 1994年8月3日）は、日本の法学者。専門は、明治法制史・民法。東京都出身。

## 経歴
1933年早稲田高等学院卒。早稲田大学法学部卒。同大学院（旧制）修了。1942年同専門部法律科専任講師（民法担当）。1950年同法学部教授（明治法制史担当）。1955年同大学院法学研究科教授（明治法制史担当）。1960年3月「明治法制史」にて早稲田大学で法学博士受く。その後、早稲田大学比較法研究所長、同法学会長を経て、1984年同定年退職。同名誉教授。1985年中央学院大学法学部客員教授（日本近代法制史担当）1989年同退職。
門下生に佐藤篤士らがいる。

## 著書
- 『明治法制史』弘文堂 1955初版/清水弘文堂書房 1967-1969新装版
- 『債権各論』弘文堂 1960初版/清水弘文堂書房 1967新訂版
- 『大正法制史』清水弘文堂書房 1971

## 注
1. ↑  博論データベース
2. ↑  以上につき「中村吉三郎略歴」『中村吉三郎教授還暦祝賀論集』早稲田大学法学会 1974.9　p379以下
3. ↑  以上につき「中村吉三郎先生を偲ぶ」『法制史研究　４４』1994.3　p371以下

| スタブアイコン | サブスタブ | この項目は、まだ閲覧者の調べものの参照としては役立たない、人物に関連した書きかけの項目です。この項目を加筆・訂正などしてくださる協力者を求めています（P:人物伝/PJ:人物伝）。 |